# 格特格斯巴赫河
50°41′36″N 7°04′36″E / 50.69321°N 7.07656°E

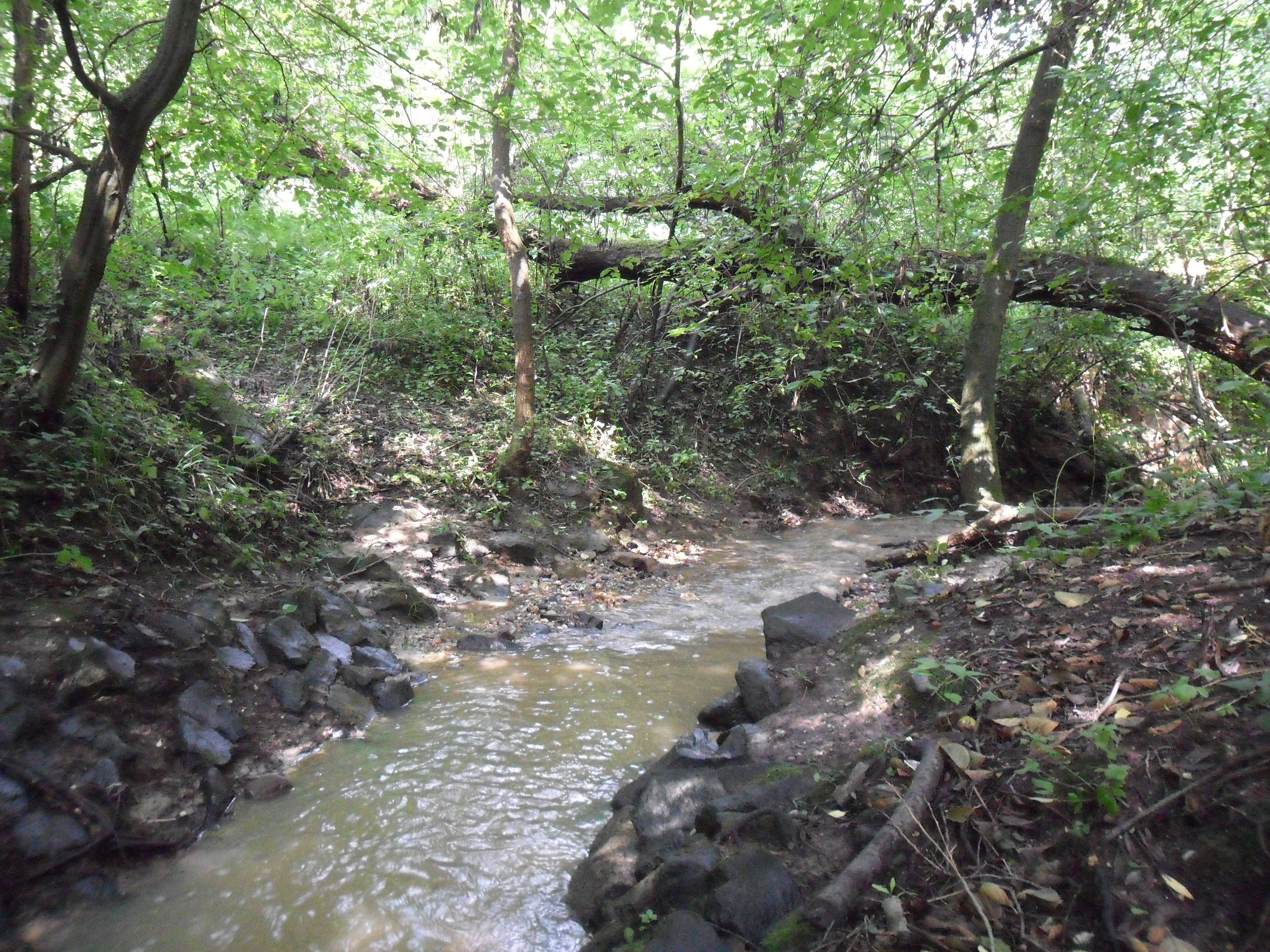
格特格斯巴赫河

格特格斯巴赫河（德語：Götgesbach），是德國的河流，位於該國西部，流經北萊茵-威斯特法倫州，屬於恩代尼希巴赫河的左支流，河道全長4.9公里，流域面積6.4平方公里。